# Americans United for Separation of Church and State
Americans United for Separation of Church and State (Americans United oder AU) (englisch für: Amerikaner vereinigt für die Trennung von Kirche und Staat) ist eine US-amerikanische Organisation, die sich für die Trennung von Kirche und Staat in den USA einsetzt.  Dieses Prinzip wird nach ihrer Ansicht in der sogenannten Establishment Clause of the First Amendment der Verfassung der Vereinigten Staaten gefordert.

## Organisation
Americans United ist unabhängig und überparteilich. Ihr Hauptquartier befindet sich in Washington, D.C. Der Organisation gehören religiöse und nicht-religiöse Mitglieder aus unterschiedlichen Parteien an. Der aktuelle Executive Director ist Barry W. Lynn, Priester an der United Church of Christ, und Anwalt für Bürgerrechte.

## Geschichte
Americans United for Separation of Church and State wurde 1947 als Protestants and Other Americans United for Separation of Church and State (POAU) gegründet. Anlass war ein Gesetzesvorhaben des Kongresses, der zum Inhalt hatte, staatliche Gelder für religiöse Schulen zu erhöhen.
Die Organisation wollte Einfluss auf die Politik nehmen und gab das Magazin Church & State und weitere Materialien heraus, um ein Bewusstsein für ihr Anliegen zu schaffen.
In ihren ersten Jahren fokussierte sich die Organisation auf eine Opposition zur katholischen Kirche und wurde von Kritikern als „anti-katholisch“ bezeichnet.
1960 begann Executive Director Glenn L. Archer einen Dialog mit dem Präsidentschaftskandidaten John F. Kennedy.
1962 und 1963 traf der Oberste Gerichtshof der Vereinigten Staaten seine Entscheidung Abington School District v. Schempp, eine Entscheidung, die staatlich geförderte Schulgebete und Bibellesungen an öffentlichen Schulen verbot. In der öffentlichen Diskussion verteidigte die AU die Entscheidung gegen Versuche das Schulgebet wieder einzuführen.
In den späten 1970er und 1980ern begann christliche Gruppen in den USA, einschließlich Jerry Falwells Moral Majority, den Säkularisierung der Gesellschaft zu bekämpfen. AU stand dazu in Opposition.
In den 1990ern formierte Pat Robertson die Christian Coalition of America. Diese Organisation plädierte für ein Ende der staatlichen Ausbildung und für eine „Christianisierung“ der Politik. AU kämpfte gegen dieses Vorhaben.
AU nahm an dem Prozess Kitzmiller v. Dover Area School District teil, es war ein Prozess gegen die Gleichsetzung der Intelligent-Design-Theorie mit der Evolutionstheorie im Unterricht in öffentlichen Schulen.